# Асерхово
Асерхово — посёлок в Собинском районе Владимирской области России, центр Асерховского сельского поселения.

## География
Посёлок расположен в 18 км на юго-восток от райцентра Собинки, в 3 км от озера Исихра.

## История
Основан в 1952 году в связи с созданием Асерховского торфопредприятия. С 1969 года посёлок являлся центром Асерховского сельсовета. До начала XXI века в посёлке была ветка железной дороги до станции Улыбышево на линии Владимир — Тумская.

## Население
| 2002 | 2010 | 2021 |
| ---- | ---- | ---- |
| 830  | ↘788 | ↘740 |

## Инфраструктура
В посёлке расположены Асерховская средняя общеобразовательная школа (открыта в 1955 году), детский сад № 6 "Ёлочка", центр народного художественного творчества, фельдшерско-акушерский пункт, участковый пункт полиции, отделение федеральной почтовой связи. 

## Экономика
- завод «Автоприборкомплекс» (автозапчасти) (не работает с 2020 года)[источник не указан 98 дней]